# Cambogia ai Giochi della XXIX Olimpiade
La Cambogia ha partecipato alle Giochi della XXIX Olimpiade di Pechino, svoltisi dall'8 al 24 agosto 2008, con una delegazione di 4 atleti.

## Atletica leggera
| Gara              | Atleta       | Batterie | Batterie | Quarti | Quarti | Semifinali | Semifinali | Finale    | Finale |
| Gara              | Atleta       | Tempo    | Pos.     | Tempo  | Pos.   | Tempo      | Pos.       | Tempo     | Pos.   |
| ----------------- | ------------ | -------- | -------- | ------ | ------ | ---------- | ---------- | --------- | ------ |
| Maratona maschile | Hem Bunting  |          |          |        |        |            |            | 2h 33'32" | 73     |
| 100 m femminili   | Titlinda Sou | 12"98    | 7        |        |        |            |            |           |        |

## Nuoto
| Gara                        | Atleta          | Batterie | Batterie | Semifinali | Semifinali | Finale | Finale |
| Gara                        | Atleta          | Tempo    | Pos.     | Tempo      | Pos.       | Tempo  | Pos.   |
| --------------------------- | --------------- | -------- | -------- | ---------- | ---------- | ------ | ------ |
| 50 m stile libero maschili  | Hemthon Ponloeu | 27"39    | 79       |            |            |        |        |
| 50 m stile libero femminili | Hemthon Vitiny  | 31"41    | 78       |            |            |        |        |